# Палий, Иван Ананьевич
Иван Ананьевич Палий (1924 — ?) — бригадир копровщиков треста «Черноморгидрострой», Герой Социалистического Труда (1971).

## Биография
Родился 23 июня 1924 года в селе Нижне-Ланное Полтавской области в семье крестьянина.
Окончил деревенскую семилетку, затем горно-промышленное училище в городе Краснодоне Ворошиловградской области. Через год учёбы — в июне 1941 года — был направлен на практику на шахту имени Дзержинского.

### Великая Отечественная война
Эвакуирован в Сталинград на химзавод № 91, работал вначале грузчиком, затем выполнял работу электрика в кислородном цехе завода.
В октябре 1942-го с наступлением немцев на Сталинград мобилизован, участвовал в бое за завод «Красный Октябрь». Был ранен и контужен, до 1943 года находился в госпитале.
После излечения направлен в понтонный батальон. С этим батальоном прошёл путь от Сталинграда до Праги.

### Трудовая деятельность
После войны продолжал служить в Подмосковье, в 1947 году демобилизован. В Ворошиловграде поступил на шахту «Карбонит». Через три года стал работать в «Черноморгидрострое» в Херсоне. Был направлен в Николаев в учебный комбинат при строительном техникуме учиться работать с копрами, для вбивания свай под возведение различных гидросооружений.
Первый опыт строительства строительства гидротехнических сооружений — опоры моста в Херсона. Затем участвовал в строительстве достроечной набережной Херсонского судостроительного завода и эллинга. Назначен бригадиром.
После окончания учебного комбината и получения специальности мастера копровых работ был направлен в Одессу в 362-е управление «Черноморгидростроя» бригадиром в бригаду копровщиков.
С 1952 по 1987 год работал в тресте «Черноморгидрострой». Участвовал в строительстве СРЗ в Ильичёвске. В 1952-м — бригадир копровщиков плавстройотряда № 2, бригада забивала первые сваи при строительстве Ильичевского МТП — за что в 1966 году награждён Орденом Ленина.
В 1971 году награждён вторым орденом Ленина с вручением звезды Героя Социалистического Труда.
11 февраля 1975 года Иван Ананьевич Палий забил первую сваю под будущий причал порта Южный.
Вышел на пенсию в 1984 году, но продолжал работать до 1987 года.
Дата смерти не установлена.

## Награды
- Герой Социалистического Труда с вручением звезды и ордена Ленина (1971)
- Орден Ленина (1966)
- Орден Отечественной войны второй степени
- Медаль «За боевые заслуги»
- Имеет звания «Заслуженный строитель СССР»[источник не указан 1286 дней], «Заслуженный строитель УССР», «Почётный транспортный строитель».